# Jurema (Piauí)
Jurema es un municipio brasileño del estado del Piauí. Se localiza a una latitud 09º13'50" sur y a una longitud 43º07'40" oeste, estando a una altitud de 535 metros. Su población estimada en 2004 era de 4.121 habitantes.
Posee un área de 1251,4 km².